# Necròpolis dels Antef

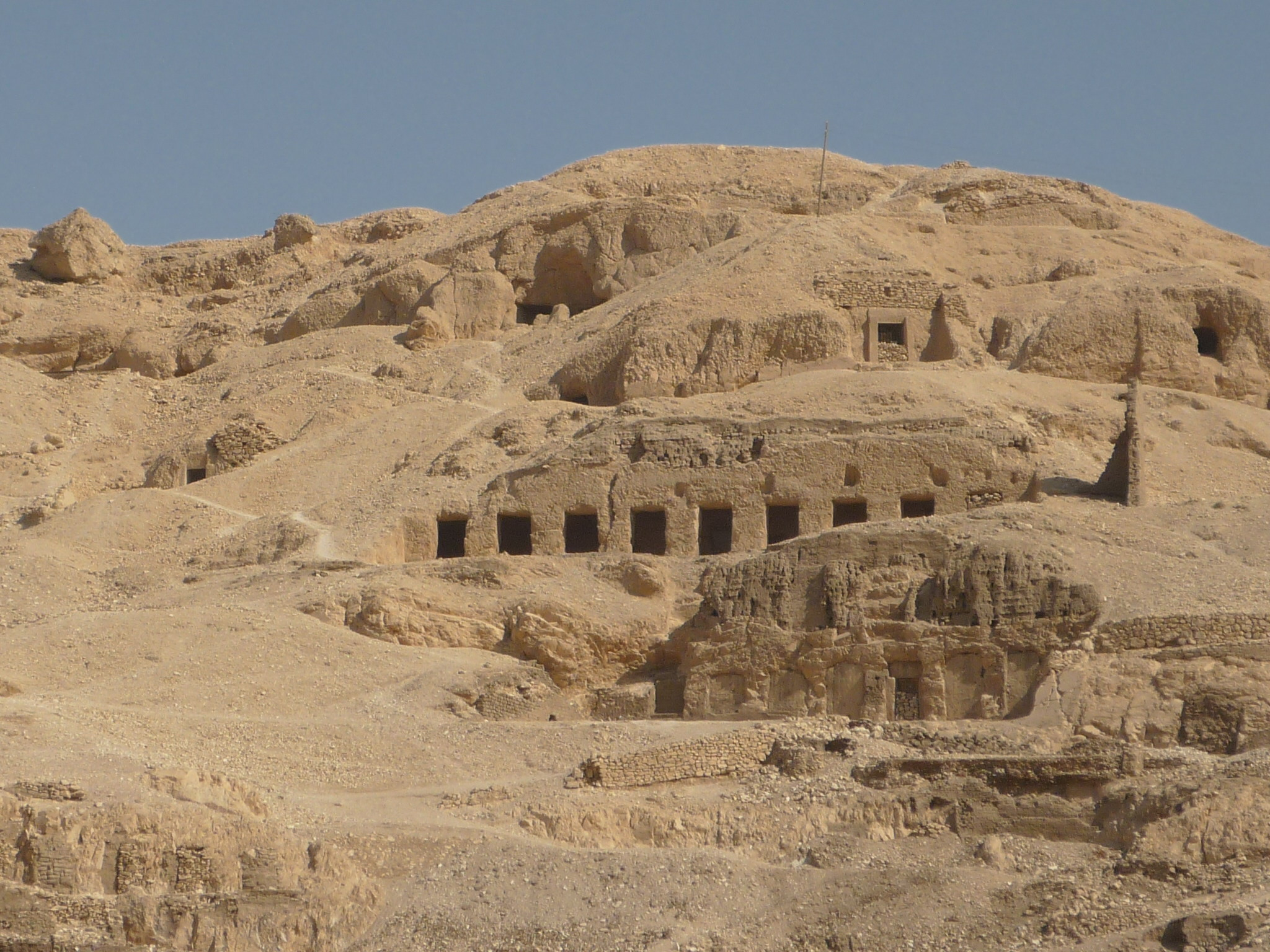
Tomba tipus saff, Vall dels Nobles

La necròpolis dels Antef, també coneguda com El-Tarif o At-tarif, és un cementiri on foren enterrats els faraons de la dinastia XI. Forma part del conjunt de cementiris o petites necròpolis conegut com a Vall dels nobles, de totes aquestes necròpolis, la d'el-Tarif és la que està situada més al nord, davant per davant del temple de Karnak, a la ribera oest del riu Nil.
La necròpolis està situada a l'oest de Luxor, entre el temple de Hatshepsut (a l'oest) i el temple de Seti I (a l'est); té menys d'un quilòmetre, al nord fins a Dra Abu al-Naga i a 1 km al sud el temple de Tuthmosis III, el temple de Siptah i el d'Amenofis II,a tocar del Ramesseum. A l'oest, abans del temple de Hatshepsut, es troben la necròpolis d'Asasif i el temple de Mentuhotep II.
És la necròpolis més antiga de la regió, però les restes que es conserven són poques. La majoria de les tombes són de tipus saff ("filera"/"sèrie" en àrab), un tipus de tomba rupestre típica de la zona de Tebes.
La necròpolis conté, com a mínim, entre 300 i 400 tombes dels últims anys del Primer Període Intermedi i del l'Imperi Mitjà (tombes saff) i algunes de l'Imperi Antic (mastabes), moltes de les quals han quedat cobertes i/o destruïdes per les construccions modernes. La necròpolis cobreix una àrea d'aproximadament 1600 metres (de nord a sud) per 600 metres (d'est a oest). Durant la dècada dels 70 (segle xx) es va descobrir que a la zona d'El-Tarif hi havia hagut també una necròpolis d'època predinàstica, possiblement de pels volts del 6000 aC.
De les tombes que es coneixen, les més destacades són les dels dels faraons de la dinastia XI Antef I, II i III. Les tombes es coneixen pel nom local de Saff el-Dawaba (Antef I?), Saff el-Kisasija (Antef II) i Saff el-Baqar (Antef III?).
La necròpolis ha estat estudiada i excavada diverses vegades, però mai de manera sistemàtica. Entre el 1860 i el 1889 la van explorar els egiptòlegs francesos Auguste Mariette, Gaston Maspero i Georges Daressy. Entre el 1908 i el 1909, l'anglès Flinders Petrie va estudiar les tombes menors i, entre el 1966 i el 1974, l'egiptòleg alemany Dieter Arnold va excavar de forma sistemàtica les tombes reials i va localitzar en un mapa a escala la resta de tombes que eren visibles a simple vista.